# أديتي غوبتا
أديتي غوبتا (بالإنجليزية: Aditi Gupta)، هي مؤلفة هندية وشريك مؤسس لدليل كوميدي تثقيفي عن الحيض . هي وزوجها وخريجي معهد التصميم الوطني شاركوا في تأسيسه في عام 2012. ولقد حظيت بشرف متميز بنشر مقالة عنها وعن هذا الدليل في قائمة 30 تحت 30 في عام 2014 بمجلة فوربس الهندية .

## حياة سابقة
أديتي غوبتا هي خريجة كلية الهندسة تبلغ من العمر 34 عامًا وأتمت دراستها العليا بأخذ دورة تصميم الوسائط الجديدة من المعهد الوطني للتصميم بمدينة أحمد آباد (Ahmedabad). وُلدت في منطقة جارهوا، جهارخاند، في الهند. بدأت الحيض في سن الثانية عشر، لكنها لم تعرف أي شئ عن الحيض سوى عندما درسته في الصف التاسع في سن الخامسة عشر.
في طفولتها، عندما كانت تحيض، لم يسمح لها بلمس مكان للعبادة، أو الجلوس علي سرائر أشخاص آخرين، وكان يتعين عليها أن تغسل وتجفف ملابسها بشكل منفصل. لم يُسمح لها باستخدام الفوط الصحية المتوفرة في السوق لأن شرائها من شأنه «المخاطرة بكرامة الأسرة». اشترت أول فوطة صحية لها في سن الخامسة عشر.
التقت أديتي بزوجها توهين بول في المعهد الوطني للتصميم حيث عمل كلاهما على عدة مشاريع معًا. فقد وجدوا انعدام شديد بالوعى بشأن الحيض حتى بين أكثر الناس تعليماً، وأن العديد منهم ما زالوا يؤمنون بخرافات الحيض ويتبعونها.